# Comarnic
Comarnic est une ville roumaine du nord-ouest du județ de Prahova, dans la région historique de Valachie et dans la région de développement du Sud.

## Géographie
La ville de Comarnic est située en Munténie (Grande Valachie), à la limite avec le județ de Dâmbovița. Sur la rive gauche de la vallée de la Prahova et sur les contreforts des Carpates du Sud, Comarnic est distante de 16 km de Câmpina (au sud) et de 41 km de Ploiești (au sud-est), par ailleurs le chef-lieu du județ. Le point culminant de la commune est le Mont Giurgianu (altitude 1 337 m).
La municipalité est composée de la ville de Comarnic et des localités suivantes (population en 1992) :
- Comarnic (4 356) ;
- Ghioșești ;
- Podu Lung ;
- Poiana (3 750) ;
- Posada.

## Histoire
La première mention écrite de la ville date de 1532.
L'ouverture de la ligne de chemin de fer Bucarest-Brașov en 1879 a grandement contribué au développement de la ville. Comarnic a obtenu le statut juridique de ville en 1968.

## Politique
Le Conseil Municipal de Comarnic compte 17 sièges de conseillers municipaux. À l'issue des élections municipales de juin 2008, Vasile Dorian Botoacă (PD-L) a été élu maire de la commune.
| Parti                          | Nombre de conseillers |
| ------------------------------ | --------------------- |
| Parti démocrate-libéral (PD-L) | 13                    |
| Parti national libéral (PNL)   | 3                     |
| Parti social-démocrate (PSD)   | 1                     |

## Religions
En 2002, la composition religieuse de la commune est la suivante :
- Chrétiens orthodoxes, 99,64 % ;
- Catholiques romains, 0,14 %.

## Démographie
En 2002, la commune compte 13 366 Roumains (99,91 %).
| 2002   | 2007   |
| ------ | ------ |
| 13 378 | 13 214 |

## Économie
L'économie de la commune repose sur l'exploitation des forêts et la transformation du bois, ainsi que sur le tourisme.

## Communications

### Routes
Comarnic est située sur la route nationale DN1 (Route européenne 60) Bucarest-Ploiești-Brașov.

### Voies ferrées
Comarnic est desservie par la ligne 300 des Chemins de Fer Roumains (Căile Ferate Române) Bucarest-Ploiești-Brașov

## Lieux et monuments
- Nombreuses maisons traditionnelles en bois du XIXe siècle avec balcons et bow-windows sculptés et ouvragés.
- Église orthodoxe St Nicolas de 1901, l'une des plus vastes de la région.
- Ermitage de Lespezi de 1601, (église de 1661-1675) avec peintures de Pârvu Mutu datant de 1694.
- Musée de la chasse (nombreux trophées).
- Château de Posada, résidence de la famille princière des Bibescu.

## Jumelages
Savigny-le-Temple (France) depuis 1990

## Personnalités
Ont résidé dans la ville :
- Nicolae Grigorescu, peintre ;
- Ion Luca Caragiale, écrivain ;

Né à Comarnic :
- Simion Stolnicu (Alexandru Botez), (1905-1966), poète.